# علم الأرصاد الزراعية

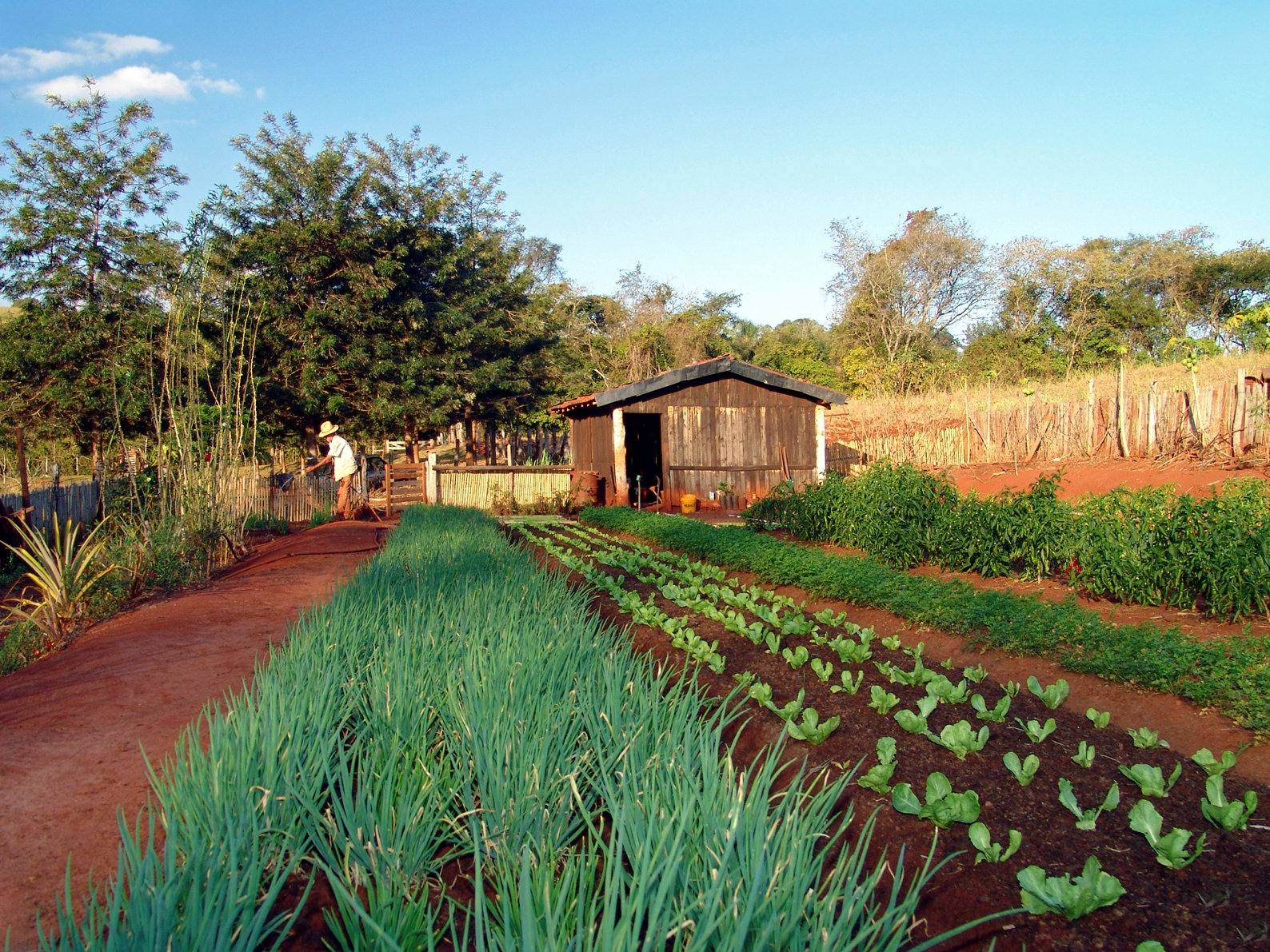
تتأثر البستنة بشدة بالتغيرات المناخية مهما كانت صغيرة.

علم الأرصاد الجوية الزراعي أو علم الأرصاد الزراعية هو دراسة الطقس واستخدام معلومات الطقس والمناخ لتعزيز أو توسيع المحاصيل الزراعية أو لزيادة إنتاجها. تشمل الأرصاد الزراعية التفاعل بين عوامل الأرصاد الجوية والعوامل المائية من ناحية الأولى، والزراعة التي تشمل البستنة وتربية الحيوانات والأحراج من الناحية الثانية.